# Буртинське графітове родовище
Буртинське графітове родовище — розташоване в Хмельницькій області, є найбільшим в Україні і одним із найбільших родовищ графітових руд у Європі.
Запаси Городнявської ділянки Буртинського родовища оцінюються в 6,5 мільйонів тонн графіту. Спеціальний дозвіл на видобуток графітових руд на Городнявській ділянці у 2021 році тому придбала компанія «Спис України», що належить турецьким корпораціям Онур та Ozdogu Sarp Mining. Ділянка розташована поблизу сіл Михайлючка, Заморочення, Городнявка.